# Hank Mobley Quintet
 Hank Mobley Quintet è un album di Hank Mobley, pubblicato dalla Blue Note Records nell'agosto del 1957. Il disco fu registrato l'8 marzo del 1957 al Van Gelder Studio di Hackensack, New Jersey (Stati Uniti).

## Tracce
Lato A
1. Funk in Deep in Freeze – 6:46 (Hank Mobley)
2. Wham and They're Off – 7:40 (Hank Mobley)
3. Fin de l'affaire – 6:37 (Hank Mobley)

Lato B
1. Startin' from Scratch – 6:39 (Hank Mobley)
2. Stella-Wise – 7:15 (Hank Mobley)
3. Base on Balls – 7:28 (Hank Mobley)

Edizione CD del 2008, pubblicato dalla Blue Note Records
1. Funk in Deep Freeze – 6:46 (Hank Mobley)
2. Wham and They're Off – 7:39 (Hank Mobley)
3. Fin de l'affaire – 6:36 (Hank Mobley)
4. Startin' from Scratch – 6:38 (Hank Mobley)
5. Stella-Wise – 7:14 (Hank Mobley)
6. Base on Balls – 7:28 (Hank Mobley)
7. Funk in Deep Freeze – 6:55 (Hank Mobley) – Bonus Track-Alternate Take
8. Wham and They're Off – 7:37 (Hank Mobley) – Bonus Track-Alternate Take[3]

## Musicisti
- Hank Mobley - sassofono tenore
- Art Farmer - tromba
- Horace Silver - pianoforte
- Doug Watkins - contrabbasso
- Art Blakey - batteria